# Capillas
Capillas település Spanyolországban, Palencia tartományban. Capillas Castil de Vela, Gatón de Campos, Villarramiel, Castromocho, Boada de Campos és Meneses de Campos községekkel határos. Lakosainak száma 72 fő (2024).

## Népesség
A település népessége az elmúlt években az alábbi módon változott:
| Lakosok száma | 109  | 102  | 104  | 99   | 90   | 84   | 77   | 75   | 68   | 72   |
|               | 2001 | 2004 | 2007 | 2009 | 2012 | 2014 | 2017 | 2019 | 2022 | 2024 |